# Trichomorpha eutyla
Trichomorpha eutyla är en mångfotingart som beskrevs av Chamberlin 1923. Trichomorpha eutyla ingår i släktet Trichomorpha och familjen Chelodesmidae. Inga underarter finns listade i Catalogue of Life.